# Río Ou
El río Ou (en chino tradicional, 甌江; en chino simplificado, 瓯江; pinyin, Ōujiāng) u Oujiang es el segundo río más grande de la provincia de Zhejiang, al este de China. El río nace en los Montes Donggong, situados al sur de Zhejiang, formando parte de los monte Wuyi y discurre entre las montañas durante unos 340 kilómetros (211,3 mi), pasando por ciudades como Lishui, Yunhe y Qingtian hasta llegar finalmente a las islas Wanlinkun (en chino simplificado, 湾灵昆岛), cerca de la ciudad la ciudad de Wenzhou, y allí desemboca en el mar de la China Oriental. Sus principales afluentes son el río Xiaoxi (en chino simplificado, 小溪; pinyin, Xiǎo xī), el río Daxi (en chino simplificado, 大溪; pinyin, Dà xī) y el río Haoxi (en chino simplificado, 好溪; pinyin, Hǎo xī). Durante gran parte de su recorrido podemos encontrar a ambas orillas las carreteras G330 y la S49, además de la autovía G1513 que conecta la capital de la prefectura con la costa.

## Etimología
El nombre del río viene de la palabra Ōujù (en chino simplificado, 瓯剧), la cual es el nombre de un género teatral tradicional chino originario de la ciudad de Wenzhou. Además, durante el paso de los años, el río ha sido nombrado con varias denominaciones diferentes como Shen Jiang (en chino simplificado, 慎江; pinyin, Shèn jiāng; literalmente, ‘Río cauteloso’), Jiang Yongjia (en chino simplificado, 永嘉江; pinyin, Yǒngjiā jiāng), y Wenjiang (en chino simplificado, 温江; pinyin, Wēnjiāng; literalmente, ‘Río caliente’).

## Fauna
El Río Ou tiene una rica y variada fauna. Un estudio realizado en 2012 registró unos 60 tipos diferentes de peces, resaltando la carpa dorada, el bágrido y el Pseudobagrus tenuis, siendo ésta la especie que más predomina. Comparándolo con un estudio anterior realizado en 1972, unas 20 nuevas especies fueron registradas en el cauce del río, incluidas dos no autóctonas (la tilapia de Mozambique y la lobina negra); sin embargo, 34 especies que fueron vistas en 1972 no fueron encontradas en el estudio realizado en 2012, y en general la densidad de peces era mucho más baja en este último.

## Clima
El clima durante el trascurso del río es de tipo templado. La temperatura media anual es de 18 °C. El mes más cálido del año es julio, cuando la temperatura promedio es de 27 °C, y el más frío enero, donde las temperaturas llegan a 8 °C. El promedio anual de precipitaciones es de 2185 mm. El mes lluvioso es junio, con un promedio de 294 mm de lluvia, y el más seco es enero, con 75 mm.
| Climograma de Río Ou | Climograma de Río Ou | Climograma de Río Ou | Climograma de Río Ou | Climograma de Río Ou | Climograma de Río Ou | Climograma de Río Ou | Climograma de Río Ou | Climograma de Río Ou | Climograma de Río Ou | Climograma de Río Ou | Climograma de Río Ou |
| --- | -------------------- | -------------------- | -------------------- | -------------------- | -------------------- | -------------------- | -------------------- | -------------------- | -------------------- | -------------------- | -------------------- |
| E | F                    | M                    | A                    | M                    | J                    | J                    | A                    | S                    | O                    | N                    | D                    |
| 75 12 4 | 168 17 7             | 188 18 8             | 200 23 14            | 234 29 17            | 294 28 21            | 123 30 24            | 272 27 21            | 211 28 20            | 160 25 16            | 158 21 12            | 103 14 5             |
| temperaturas en °C • totales de precipitación en mm fuente: |                      |                      |                      |                      |                      |                      |                      |                      |                      |                      |                      |
| Conversión sistema imperial\| E \| F \| M \| A \| M \| J \| J \| A \| S \| O \| N \| D \| \| 3 54 39 \| 6.6 63 45 \| 7.4 64 46 \| 7.9 73 57 \| 9.2 84 63 \| 12 82 70 \| 4.8 86 75 \| 11 81 70 \| 8.3 82 68 \| 6.3 77 61 \| 6.2 70 54 \| 4.1 57 41 \| \| temperaturas en °F • totales de precipitación en pulgadas \| \| \| \| \| \| \| \| \| \| \| \| |                      |                      |                      |                      |                      |                      |                      |                      |                      |                      |                      |
| E | F                    | M                    | A                    | M                    | J                    | J                    | A                    | S                    | O                    | N                    | D                    |
| 3 54 39 | 6.6 63 45            | 7.4 64 46            | 7.9 73 57            | 9.2 84 63            | 12 82 70             | 4.8 86 75            | 11 81 70             | 8.3 82 68            | 6.3 77 61            | 6.2 70 54            | 4.1 57 41            |
| temperaturas en °F • totales de precipitación en pulgadas |                      |                      |                      |                      |                      |                      |                      |                      |                      |                      |                      |